# LIVE!!! for ALL THE YOUNG ROCK'N'ROLLERS
『LIVE!!! for ALL THE YOUNG ROCK’N’ROLLERS』（ライブ フォー・オール・ザ・ヤング・ロックンローラーズ）は、a flood of circleのライブ・アルバム。

## 概要
- 2013年10月からスタートした、47都道府県ツアー「Tour I'M FREE "AFOCの47都道府県制覇！形ないものを爆破しにいくツアー」の直前、TSUTAYA限定で緊急リリースされたライブ・アルバム。
- 音源は2013年6月16日にZepp DiverCity Tokyoで行なわれた、TOUR Dancing Zombiez “Rock'N'Roll Hell !!! AFOCの地獄突きツアー”のファイナル公演から収録。
- 2013年9月12日にはゲストに鈴木圭介（フラワーカンパニーズ）とコヤマシュウ（SCOOBIE DO）を迎え、「AFOCの47都道府県ツアー直前！アイムフリー呑み会」と題されたアルバム先行試聴会が、深夜の新宿LOFT Bar Spaceで開催された[1]。
- 当日はアンコールを含む22曲が演奏されているが、その中から12曲を収録している。

## 収録曲
1. Diver's High (VAVAVAVAVAVAVA) -
2. 泥水のメロディー -
3. Sweet Home Battle Field -
4. 俺はお前の噛ませ犬じゃない -
5. The Future Is Mine -
6. Blood Red Shoes -
7. シーガル -
8. プシケ -
9. FUCK FOREVER -
10. Dancing Zombiez -
11. ロックンロールバンド -
12. 理由なき反抗 (The Rebel Age) -